# Acetabularia
Acetabularia son algas verdes unicelulares gigantes (de 0,5 a 10 cm de largo), uninucleares, marinas, con una forma característica de paraguas. Se hicieron muy famosas con los experimentos de Joachim Hämmerling en los años 1930, donde trasplantando partes de A. mediterranea y de A. crenulata mostró que la información genética  de los eucariotas está contenida en los núcleos. Las especies como A.acetabulum se siguen usando como organismo modelo para estudios de relaciones núcleo/citoplasma, organización citoósea,  ritmo circadiano.

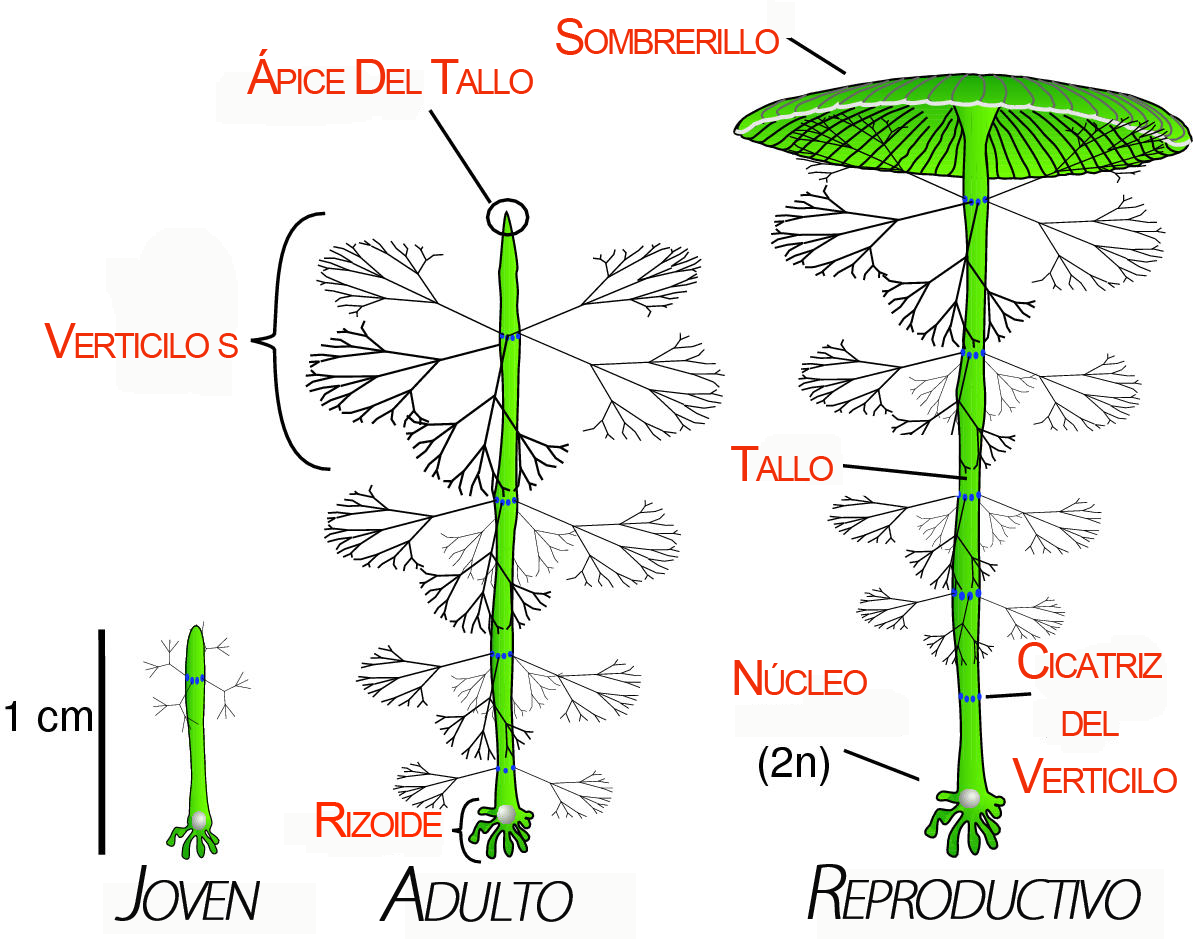
Estructura y etapas de vida.

Acetabularia está en el límite de los organismos unicelulares, siendo uno de los más grandes ejemplos hallados. Tiene además un núcleo grande, de unos 100 micrómetros (antes de la meiosis).
Hay cerca de 30 especies de Acetabularia, incluyendo:
- Acetabularia acetabulum
- Acetabularia caliculus
- Acetabularia crenulata (del golfo de México)
- Acetabularia dentata
- Acetabularia farlowii
- Acetabularia kilneri
- Acetabularia major
- Acetabularia mediterranea (copa de las sirenas, del mar Mediterráneo)
- Acetabularia peniculus
- Acetabularia ryukyuensis
- Acetabularia schenkii